# Diuturnum illud
Diuturnum illud, en español, Esta prolongada guerra, es la séptima encíclica de León XIII, promulgada el 29 de junio de 1881. En ella, ante la pérdida de la autoridad civil que se detecta en la sociedad, el papa expone la doctrina católica sobre el origen y naturaleza de la autoridad civil

## Contenido de la encíclica
Diuturnum illud teterrimumque bellum, adversus divinam Ecclesiae auctoritatem susceptum, illuc, quo proclive erat, evasit; videlicet in commune periculum societatis humanae, ac nominatim civilis principatus, in quo salus publica maxime nititur.
La prolongada y terrible guerra declarada contra la autoridad divina de la Iglesia ha llegado adonde tenía que llegar: a poner en peligro universal la sociedad humana y, en especial, la autoridad política, en la cual estriba fundamentalmente la salud pública.

Comprobar esta situación de desorden en la sociedad, en la que las pasiones desatadas rechazan cualquier autoridad, lleva al papa a recordar y exponer la doctrina católica sobre el verdadero origen y naturaleza del poder civil.
Inspirada en la patrística y las epístolas paulinas, la encíclica identifica el origen del poder de los gobernantes civiles en Dios creador, fuente también de la autoridad episcopal.  La obligación de obediencia a las leyes humanas está legitimada y reforzada por un deber moral hacia Dios, que exige tal obediencia. La encíclica niega así una visión contractualista del Estado y, en consecuencia declara la primacía del bien común y del poder público que lo persigue; pues

si el poder político de los gobernantes es una participación del poder divino, el poder político alcanza por esta misma razón una dignidad mayor que la meramente humana.

Este deber de obediencia exige que quien ejerce el poder ajuste sus palabras y sus hechos al orden divino y natural de la creación, y, consecuentemente, las leyes resultantes no violen la ley de la naturaleza y la voluntad de Dios. La encíclica reafirma el principio de la libertad de conciencia y, por tanto, la nulidad de un poder político injusto:

Si la voluntad de los príncipes es contraria a la voluntad y leyes de Dios, ellos mismos se exceden en la medida de su poder y pervierten la justicia: ni en este caso puede ser válida su autoridad, que es nula cuando no hay justicia.

Si la ley humana no está en conformidad con la ley natural y divina, "tanto inicuo es mandar esto como ejecutarlo". En ese caso habría una obligación de desobediencia pacífica, resumida en el Evangelio, "dad al César lo que es del César". La encíclica recuerda cómo se vivieron estos principios en Roma. 

Los cristianos obedecen las leyes promulgadas y con su género de vida pasan más allá todavía de lo que las leyes mandan.
Sin embargo, la cuestión cambiaba radicalmente cuando los edictos imperiales y las amenazas de los pretores les mandaban separarse de la fe cristiana o faltar de cualquier manera a los deberes que ésta les imponía. No vacilaron entonces en desobedecer a los hombres para obedecer y agradar a Dios

Mostrando hasta dónde llegaba esa actitud en el caso del martirio, o en el comportamiento de los soldados cristianos. 

Era cualidad sobresaliente del soldado cristiano hermanar con el valor a toda prueba el perfecto cumplimiento de la disciplina militar y mantener unida a su valentía la inalterable fidelidad al emperador. Sólo cuando se exigían de ellos actos contrarios a la fe o la razón, como la violación de los derechos divinos o la muerte cruenta de indefensos discípulos de Cristo, sólo entonces rehusaban la obediencia al emperador, prefiriendo abandonar las armas y dejarse matar por la religión antes que rebelarse contra la autoridad pública con motines y sublevaciones.

Frente al orden social que proporciona ese entendimiento cristiano de la autoridad civil, las nuevas teorías acarrean serios disgustos: Así se sucede cuando, como es defendido por algunos, se considera que el poder político depende del arbitrio de la muchedumbre. De este modo ´la soberanía se apoya en un fundamento endeble e inconsistente, frente al que las pasiones populares se encauzan por movimientos clandestinos y sediciones; situando los propios intereses por encima del bien común de la sociedad.
Las circunstancias del momento presente, y la experiencia histórica, muestran la bondad y eficacia de la doctrina católica sobre el origen y naturaleza de la autoridad civil, porporcionando una causa para la obediencia más elevada que la que proporciona la severidad de las leyes..

. La religión se insinúa por su propia fuerza en las almas, doblega la misma voluntad del hombre para que se una a sus gobernantes no sólo por estricta obediencia, sino también por la benevolencia de la caridad, la cual es en toda sociedad humana la garantía más firme de la seguridad.

Por todo esto el papa exhorta al episcopado para que vele por los preceptos establecidos por la Iglesia católica respecto al deber de obediencia al poder civil sean comprendidos y cumplidos por los fieles; deberán así, amonestar a los pueblos para que huyan de las sectas prohibidas, y abominen de las conjuraciones y rebeliones.